# .280 플랜지드
.280 플랜지드(.280 Flanged) 또는 .280 플랜지드 니트로 익스프레스(.280 Flanged Nitro Express)는 .280 랭커스터(.280 Lancaster)라고도 알려져 있으며, 찰스 랭커스터가 개발하여 1906년에 도입된 구식의 림형 병목 센터파이어 소총 탄약통이다.

## 개요
1906년 세미-림형 .280 로스의 도입은 사냥꾼과 총기 제작자들 사이에서 상당한 관심을 불러일으켰다. 총기 제작자 찰스 랭커스터는 같은 해 후반에 단발총과 더블 라이플용으로 림형 .280 플랜지드 니트로 익스프레스를 도입했다. .280 플랜지드 니트로 익스프레스는 .280 로스와 매우 유사하지만, 약간 더 낮은 속도로 장전된다.
.280 로스와 마찬가지로, .280 플랜지드 니트로 익스프레스의 인기는 이 탄약통으로 사냥하려던 위험한 동물에 의해 여러 사냥꾼들이 사망한 후 시들해졌다.
.280 플랜지드 니트로 익스프레스는 조지 5세가 가장 좋아했던 탄약통이라고 전해진다.

## 같이 보기
- 소총 탄약 목록
- 니트로 익스프레스